# Hasapiko
Hasàpiko (en grec: χασάπικο, en turc: Kasap havasi) que significa la dansa del carnisser és una dansa grega que prové de Constantinoble. Es va originar durant l'edat mitjana com a mimesi d'una batalla. Va ser la dansa de l'associació de carnissers grecs, que la va adoptar dels militars de l'època romana d'Orient durant l'edat mitjana com una pantomima de batalla amb espases, i va ser anomenada Makellarikos Horos (μακελλάρικος χορός) o simplement Makelarikos (μακελλάρικος) que significa carnisser.
La dansa es va mantenir popular a Constantinoble, l'Àsia Menor occidental i algunes illes per segles fins al 1922, quan va ser absorbida per la música Rembetika i es va transformar panhel·lènica. En els temps moderns, la dansa es va fer popular per mariners i també se l'anomena Naftiko (ναυτικό) en els ports. Després gràcies a la pel·lícula Zorba the Greek, es va transformar en el ball grec més conegut en el món. Existeixen moltes variacions i mai dos grups de ballarins realitzen les mateixes variacions. La dansa es du a terme amb les mans a les espatlles dels companys i els ballarins improvisen l'ordre de les variacions, comunicant-se amb palmellades a les espatlles.
El hasàpiko és una de les bases del Sirtaki.

## Estructura
Hi ha dues parts en la dansa:
La versió lenta de la dansa anomenada de diferents maneres com Argos o Baris (αργός η βαρής), Hasàpiko variar (χασάπικο βαρύ) o Hasàpikos Varys (βαρύς χασάπικος) que per regla general empra un ritme 4/4.
La versió ràpida de la dansa anomenada Grigoro Hasàpiko (γρήγορο χασάπικο), Makellaris Horos (μακελλάριος χορός) o Hasaposerviko (χασαποσέρβικο) —aquest últim com una referència a la Sèrbia i d'altres influències dels Balcans— que fa servir un ritme 2/4.
Si bé és molt coneguda la variant d'aquests ritmes realitzant-se junts, també poden realitzar-se per separat.